# Gonomyia foliacea
Gonomyia foliacea är en tvåvingeart som beskrevs av Alexander 1935. Gonomyia foliacea ingår i släktet Gonomyia och familjen småharkrankar.
Artens utbredningsområde är Taiwan. Inga underarter finns listade i Catalogue of Life.